# Leopold Ruckteschl
Leopold Ruckteschl (* 8. Juli 1882 in Fischamend; † 15. Dezember 1957) war ein österreichischer Politiker (SDAP) und Tischler. Ruckteschl war von 1932 bis 1934 Abgeordneter zum Landtag von Niederösterreich.

## Leben
Nach dem Besuch der Volksschule absolvierte Ruckteschl eine Lehre als Tischler und leistete seinen Militärdienst zwischen 1914 und 1918 während des Ersten Weltkriegs ab.

## Politik
Ruckteschl, der in Fischamend lebte, wurde 1919 in den örtlichen Gemeinderat gewählt und hatte zwischen 1929 und 1934 das Amt des Bürgermeisters inne. Er vertrat zudem die Sozialdemokratische Arbeiterpartei zwischen dem 21. Mai 1932 und dem 16. Februar 1934 im Niederösterreichischen Landtag und verlor sein Landtagsmandat nach dem Verbot der SDAP. In der Folge der Februarkämpfe wurde er 1934 sowie nochmals 1944 verhaftet. Nach dem Zweiten Weltkrieg übernahm Ruckteschl von 1945 bis 1954 die Funktion des Ortsvorstehers von Fischamend, das 1938 an Wien angegliedert worden war. Nach der endgültigen Rückgliederung von Fischamend nach Niederösterreich war er zwischen 1954 und 1955 erneut Bürgermeister. Zudem war er in der Bau- und Holzarbeitergewerkschaft aktiv. 